# Liebesrausch auf Capri
Liebesrausch auf Capri ist ein US-amerikanischer Spielfilm aus dem Jahr 1950.

## Handlung
Die Konzertpianistin Manina Stuart und der Industrielle David Lawrence fliegen von Rom in die USA. Das Flugzeug muss aufgrund von Motorenproblemen in Neapel notlanden, und die beiden bisher einander Unbekannten nutzen die Zeit, um die Stadt kennenzulernen. Manina ist alleinstehend, und Davids Ehe mit Catherine steckt in Problemen. Die Besichtigung Neapels führt Manina und David zueinander. Als sie den Weiterflug verpassen, beschließen die beiden, noch eine Weile in Neapel zu bleiben. Sie besichtigen Pompeji und Capri. David erzählt Manina von seiner Arbeit und seiner Ehe. Seine Ehefrau Catherine hatte bereits in eine Scheidung eingewilligt, jedoch in einem letzten Brief ihre Meinung wieder geändert. Manina besteht darauf, dass ihre Freundschaft platonisch bleibe. Schließlich entscheiden sie sich, in die USA zurückzukehren. In der Zeitung lesen sie dann jedoch, dass das Flugzeug, mit dem sie eigentlich hätten fliegen sollen, über dem Mittelmeer abgestürzt ist, und ihre Namen stehen auf der Totenliste. Plötzlich haben sie die Chance, ihr Leben ein zweites Mal zu beginnen.
Das Paar mietet in Florenz eine Villa, und sie geben ihre beruflichen Karrieren auf. Zur gleichen Zeit trauert in den USA Catherine mit Sohn David Jr. um den verunglückten Ehemann und Vater. Catherine erfährt außerdem von einer dubiosen Bankanweisung ihres Mannes an eine Maria Salvatini. Sie vermutet, dass diese Frau die Geliebte ihres Mannes gewesen ist und sie nun nie erfahren wird, ob er die Scheidung oder zu ihr zurückkehren wollte. Catherine und David machen sich schließlich auf den Weg nach Italien, um Maria Salvatini zu suchen. Als Catherine bei Maria Salvatini erscheint, ist auch Manina anwesend. Manina erkennt, dass Catherine sich die Schuld für den Unfalltod Davids gibt, da er zu ihr zurückkehren wollte. David Jr. erkennt Manina schließlich aus den Zeitungsberichten über den Flugzeugabsturz. Catherine sieht plötzlich, dass ihr Mann sie mit Manina betrügt, ist aber noch wesentlich glücklicher darüber, dass David noch lebt. Als Manina die beiden im Hotel besuchen möchte, trifft sie nur David Jr. an, der ihr gesteht, dass er und seine Mutter die wahre Geschichte kennen. Catherine schreibt nun David, dass sie einer Scheidung zustimme.
Manina und David kehren nun in ihr altes Leben und in ihre Berufe zurück. Manina gibt mit großem Erfolg ein Konzert in der New Yorker Carnegie Hall. Beide müssen jedoch erkennen, dass die Rückkehr in ihre Berufe ihre Beziehung nicht überleben wird. Manina nimmt ein Engagement in Südamerika an und verlässt David.

## Hintergrund
Das Drehbuch entstand nach einer Geschichte von Fritz Rotter und Robert Thoeren. Am Drehbuch hatte auch Ben Hecht mitgearbeitet. Er erschien allerdings nicht im Abspann. Die Außenaufnahmen entstanden vom  8. August bis zum September 1949 an Originalschauplätzen auf Capri, in Florenz, Rom, Neapel und Pompeji, die Innenaufnahmen vom 1. November bis 15. Dezember 1949 in den Paramount Studios Hollywood. Die Welturaufführung fand am 25. August 1950 bei den Internationalen Filmfestspielen von Venedig statt. Die amerikanische Erstaufführung erfolgte am 1. Februar 1951 in der Radio City Music Hall, New York, die deutsche Erstaufführung am 26. April 1951 im Marmorhaus, Berlin.
Im Film ist Walter Huston mit dem Song September Song von Kurt Weill und Maxwell Anderson aus dem Musical Knickerbocker Holiday zu hören. Walter Huston hatte mit diesem Musical 1938/39 einen großen Broadwayerfolg, starb jedoch vor Fertigstellung des Films.

## Kritiken
„Stimmungsstarkes Liebesdrama ohne Rührseligkeiten, gut besetzt und in der formalen Gestaltung wie in der psychologischen Motivation interessant.“

## Auszeichnungen
Komponist Victor Young wurde 1952 für seine Filmmusik mit einem Golden Globe Award ausgezeichnet.